# Переволок (Лужский район)
Переволок — деревня в Осьминском сельском поселении Лужского района Ленинградской области.

## История
Деревня Переволок упоминается на карте Санкт-Петербургской губернии 1792 года, А. М. Вильбрехта.
Деревня Переволок обозначена на карте Санкт-Петербургской губернии Ф. Ф. Шуберта 1834 года.

ПЕРЕВОЛОКА — деревня принадлежит её величеству, число жителей по ревизии: 38 м. п., 42 ж. п. (1838 год)

Как деревня 00000 из 65 дворов она отмечена на карте профессора С. С. Куторги 1852 года.

ПЕРЕВОЛОКА — деревня господина Ханыкова, по просёлочной дороге, число дворов — 15, число душ — 41 м. п. (1856 год)

ПЕРЕВОЛОКА — деревня удельная при реке Сабе, число дворов — 17, число жителей: 58 м. п., 69 ж. п.(1862 год)

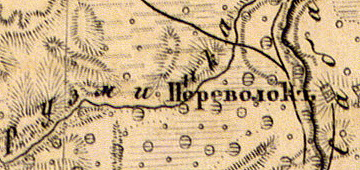
Деревня Переволок на карте 1863 года

В XIX — начале XX века деревня административно относилась к Осьминской волости 2-го земского участка 1-го стана Гдовского уезда Санкт-Петербургской губернии.
По данным «Памятной книжки Санкт-Петербургской губернии» за 1905 год деревня называлась Переволока и входила в Переволокское сельское общество.
С 1917 по 1919 год деревня Переволока входила в состав Осьминской волости Гдовского уезда.
С 1920 года, в составе Переволокского сельсовета Осьминской волости Кингисеппского уезда.
С 1924 года, в составе Лужницкого сельсовета.
С 1925 года, в составе Николаевского сельсовета.

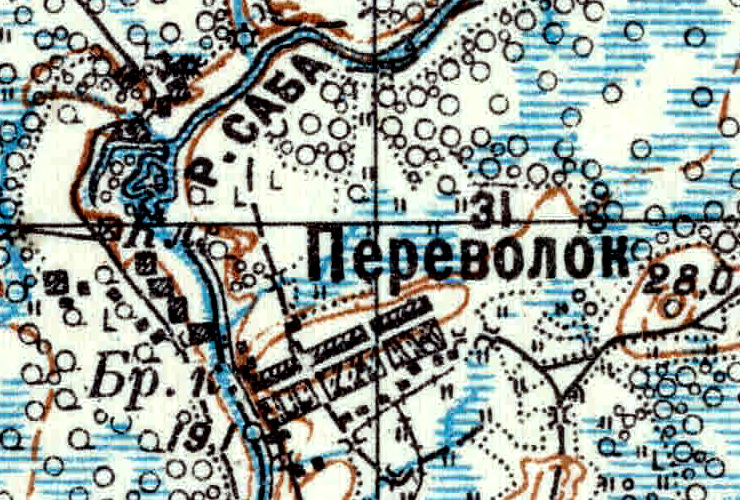
Деревня Переволок карте 1926 года

Согласно топографической карте 1926 года деревня насчитывала 31 крестьянский двор. В деревне находилось братское кладбище, а к северу от неё — водяная мельница.
С 1927 года, в составе Осьминского района.
В 1928 году население деревни Переволока составляло 219 человек.
По данным 1933 года деревня Переволок входила в состав Николаевского сельсовета Осьминского района.
C 1 августа 1941 года по 31 января 1944 года деревня находилась в оккупации.
С 1961 года, в составе Сланцевского района.
С 1963 года, в составе Лужского района.
В 1965 году население деревни Переволок составляло 25 человек.
По данным 1966 года деревня Переволок входила в состав Николаевского сельсовета Лужского района.
По данным 1973 и 1990 годов деревня Переволок входила в состав Рельского сельсовета.
По данным 1997 года в деревне Переволок Рельской волости проживали 5 человек, в 2002 году — 14 человек (все русские).
В 2007 году в деревне Переволок Осьминского СП проживали 2 человека.

## География
Деревня расположена в северо-западной части района близ автодороги 41К-673 (Рель — Николаевское).
Расстояние до административного центра поселения — 23 км.
Расстояние до ближайшей железнодорожной станции Молосковицы — 82 км.
Деревня находится на правом берегу реки Саба.

## Демография
| 1838 | 1862 | 1928 | 1965 | 1997 | 2007 | 2010 |
| ---- | ---- | ---- | ---- | ---- | ---- | ---- |
| 80   | ↗127 | ↗219 | ↘25  | ↘5   | ↘2   | ↗8   |
| 2017 |      |      |      |      |      |      |
| ↘1   |      |      |      |      |      |      |

## Улицы
Ольховая.